# 이디아칸투스 아틀란티쿠스
이디아칸투스 아틀란티쿠스(학명: Idiacanthus atlanticus), 또는 블랙드래곤피시(영어: Black dragonfish)는 스토미아스과에 속하는 심해어이다. 위도 25°S와 60°E 사이의 아열대와 온대 바다에서 발견된다. 성적 이형성을 가지고 있는 물고기로, 암컷의 몸은 6개의 줄무늬가 있는 검은색을 띠나 수컷은 몸의 색이 갈색이고 암컷과 달리 송곳니, 배지느러미와 수염이 없다. 또 수컷은 항상 수심 1,000m 이하에 머물러 있는 반면 암컷은 낮에는 수심 500m 이하에 머물다가 밤이 되면 표층수까지 올라오는 일주기적 수직 이동(영어: Diel vertical migration)을 하는 것으로 알려져 있다.
길이는 암컷의 경우 40cm 이상 자라며, 수컷의 경우 5cm 밖에 자라지 않는다. 발광생물이며 다른 육식성 발광 어류들과 달리 자신의 빛을 볼 수 있으며 빛을 이용해 먹이를 끌어들이지 않고 그 빛으로 직접 사냥을 한다. 빛은 대부분이 적외선 영역에 걸쳐 있어 인간의 눈에는 거의 보이지 않는다.
자어 시기에는 눈이 긴 줄기처럼 몸에 매달려 있으나 성장하면서 성숙기에 이르면 없어진다
이빨은 투명하고 단단하여 신소재 개발의 면에서 각광을 받고 있다.